# Candace Cameron Bure
Helaine Candace Cameron Bure (Panorama City, California, 6 de abril de 1976) es una actriz estadounidense. Es principalmente conocida por su papel de D.J (Donna Jo) Tanner en la serie de televisión Full House y Fuller House y por encarnar a la protagonista de la serie de suspenso Un misterio para Aurora Teagarden. Es la hermana menor del actor Kirk Cameron. Está casada con el jugador ruso de hockey sobre hielo Valeri Bure.

## Carrera
Inició su carrera con tan sólo 6 años en la serie St. Elsewhere, aunque posteriormente actuaría ocasionalmente en otras series; sin embargo su primer protagonista y de importancia fue el papel de Donna Jo Tanner (DJ Tanner) en Full House, Padres Forzosos en España, 3x3 en Latinoamérica. En su audición impresionó tanto a los ejecutivos de los estudios y los productores con su forma de actuar que incluso se retrasó la grabación del episodio piloto para que ella pudiese estar presente. El gran éxito internacional que la serie tuvo desde sus comienzos marcó la fama y reconocimiento de Cameron al igual que sus compañeras de reparto Jodie Sweetin y las gemelas Olsen, desde muy tempranas edades. 
Mientras actuaba en Full house, Cameron participó también en algunas películas para la televisión. Interpretó a una adolescente abusada en No One Would Tell , ¿Quién lo diría? en España, seguido de She cried no y Nightscream, en los cuales recibió papeles protagonistas. Cameron fue también estrella invitada en el fallido piloto de Real Mature de ABC y en un episodio de Bill Nye el Científico como Candace El galón científico. Participó también en la película La última Carcajada junto a Tom Hanks y Sally Field, apareció en un episodio de la serie Punky Brewster a mediados de los 80. En 1987 tenía un papel como la hermana menor de Eric Stoltz en la comedia adolescente Some Kind of Wonderfull producida por Jon Hughes.
Cameron ha sido anfitriona de los Premios Nickelodeon Kids Choice Awards en 1990 con Dave Coulier y Faustino David, y de nuevo en 1994 con Joey Lawrence Weiner y Marc, convirtiéndose en la primera persona en ser anfitrión dos o más veces (seguido de Whitney Houston, Rosie O'Donnell y Jack Black).
Tras el final de Full House en 1995, Cameron participó en comedias estelares como Cybill y Yo y el mundo, en 1996 contrajo matrimonio y tras el nacimiento de sus hijos, se tomó un descanso de la actuación para dedicarse de lleno a su familia. En la primera década de 2000 apareció en las entrevistas de los programas de televisión retrospectiva I Love the 80's y I Love the 80´s Strikes Back, y fue una de los anfitriones de Las 50 Estrellas Infantiles más lindas: Maduros en el canal E! junto a Keshia Caballero Pulliam de The Cosby Show. En 2006 participa en la serie That's So Raven. Al año siguiente coprotagonizó junto a Randy Travis, The Wager, y protagoniza junto a Tom Arnold, Luz de Luna y Muérdago para el canal Hallmark en 2008.
Desde el año 2015 protagoniza la serie policial Un misterio para Aurora Teagarden, basada en las novelas de Charlaine Harris, en la que interpreta a una sagaz bibliotecaria aficionada a resolver crímenes.

## Después deFull House
Candace volvió a la televisión en 2009, en la sitcom de ABC Make It or Break It como Summer Van Horn. En lo personal ella todavía guarda contacto con sus compañeros de reparto de Full House, a excepción de las gemelas Olsen .
En 2015, se anunció que Candace Cameron Bure volvería a representar su papel de D.J. Tanner en el spinoff Fuller House, esta vez como protagonista de la serie. En julio de 2015 comenzó el rodaje y Fuller House se estrenó en Netflix el 26 de febrero de 2016.

## Vida personal
El 22 de junio de 1996, Cameron se casó con el jugador de hockey de la NHL, Valeri Vladimirovich Bure a quien conoció a través de su excompañero de reparto en Full House, Dave Coulier.[cita requerida]
Bure y Candace tienen tres hijos. Pasan la mayor parte de su tiempo en Fort Lauderdale, en Plantation, Florida, donde Valeri jugaba con los Florida Panthers.[cita requerida]
Su marido lanzó su propio vino de etiqueta, Bure Family Wines.
En 2006, como reflejo de su fe evangélica, colabora en varias academias de educación cristiana. Ella escribe una columna mensual para la revista Mujeres Cristianas en línea y habla en las iglesias en todo el país. Actualmente es portavoz de la Casa Nacional de la Esperanza, una organización cristiana para adolescentes con base en Orlando.[cita requerida]
Candace y su pareja pertenece a la Grace Community Church (Iglesia Cristiana Evangélica: Nuevo nacimiento (Cristianismo), Fundamentalismo cristiano, Cristianismo no denominacional (perteneciente a Alianza Evangélica Mundial)).

## Filmografía
| Año         | Película/Serie                                                | Nombre de personaje            | Episodios/Apariciones                                                                                              |
| ----------- | ------------------------------------------------------------- | ------------------------------ | --- |
| 1983        | Alicia                                                        | Niña                           | Tis the Season to Be Jealous                                                                                       |
| 1982 - 1984 | St. Elsewhere                                                 | Megan White                    | My Aim Is True (1984) After Dark (1984) Monday, Tuesday, Sven's Day (1983) Rain (1983) Legionnaires: Part 1 (1982) |
| 1984        | T.J. Hooker                                                   | Tina                           | The Confession (1984)                                                                                              |
| 1985        | Punky Brewster                                                | Julie Whitney / Jennifer Bates | Milk Does a Body Good (1985)                                                                                       |
| 1987        | Una maravilla con clase                                       | Cindy Nelson                   | ---- |
| 1986 - 1987 | Disneylandia: El mágico mundo del color                       | Samantha / Julie               | Bigfoot (1987) Little Spies (1986)                                                                                 |
| 1987        | ¿Quién es el jefe?                                            | Little Mona                    | Mona (1987) |
| 1988        | I Saw What You Did                                            | Julia Fielding                 | ---- |
| 1988        | Lo que cuenta es el final                                     | Carrie                         | ---- |
| 1987 - 1988 | Los problemas crecen                                          | Jenny Foster                   | Fool for Love (1988) The Long Goodbye (1987)                                                                       |
| 1989        | MMC                                                           | D.J. Tanner                    | Guest Day (1989)                                                                                                   |
| 1990        | Movida en el campamento II                                    | Amber Lewis                    | ---- |
| 1992        | Perdidas en Navidad                                           | 1st Viewer (no acreditada)     | ---- |
| 1987 - 1995 | Full House                                                    | D.J. Tanner                    | 191 episodios |
| 1995        | El secreto de Sharon                                          | Sharon                         | ---- |
| 1995        | Monster Mash: The Movie                                       | Mary (Juliet)                  | ---- |
| 1995        | Los visitantes de la noche                                    | Katie English                  | ---- |
| 1996        | Cybill                                                        | Hannah                         | When You're Hot, You're Hot (1996)                                                                                 |
| 1996        | Quién lo diría                                                | Stacy Collins                  | ---- |
| 1996        | Kids in the Wood                                              | Donna                          | ---- |
| 1996        | She Cried No                                                  | Melissa Connell                | ---- |
| 1997        | Un grito en la noche                                          | Drew Summers / Laura Fairgate  | ---- |
| 1997        | Yo y el mundo                                                 | Millie                         | The Witches of Pennbrook (1997)                                                                                    |
| 2001        | Una segunda oportunidad                                       | Rose Hathaway                  | Moonshine Over Harlem (2001)                                                                                       |
| 2001        | The Krew                                                      | Chief Karls                    | ---- |
| 2007        | That's so Raven                                               | Courtney Dearborn              | Teacher's Pet (2007)                                                                                               |
| 2007        | The Wager                                                     | Cassandra                      | ---- |
| 2008        | Luna y muérdago                                               | Holly                          | ---- |
| 2011        | Truth Be Told                                                 | Annie Morgan                   | ---- |
| 2011        | Sheknows: Beyoutiful                                          | ----                           | ---- |
| 2011        | Can't Get Arrested                                            | Candace                        | House of Pain (2011)                                                                                               |
| 2011        | The Heart of Christmas                                        | Megan Walsh                    | ---- |
| 2009 - 2012 | Make It or Break It                                           | Summer Van Horne               | 41 episodios |
| 2012        | Puppy Love                                                    | Megan                          | ---- |
| 2013        | Finding Normal                                                | Dra. Lisa Leland               | ---- |
| 2013        | Let It Snow                                                   | Stephanie Beck                 | ---- |
| 2014        | ¡Vaya vecinos!                                                | Woman                          | There Goes the Neighbors' Hood (2014)                                                                              |
| 2014        | Christmas Under Wraps                                         | Lauren Brunell                 | ---- |
| 2015        | Un misterio para Aurora Teagarden: La paciencia de los huesos | Aurora Teagarden               | ---- |
| 2015        | Just the Way You Are                                          | Jenny Wreitz                   | ---- |
| 2015        | Faith of Our Fathers                                          | Cynthia                        | ---- |
| 2015        | Un misterio para Aurora Teagarden: Unos asesinatos muy reales | Aurora Teagarden               | ---- |
| 2015        | A Christmas Detour                                            | Paige Summerlind               | ---- |
| 2016        | Journey Back to Christmas                                     | Hanna                          | |
| 2017        | Switched for Christmas                                        | Kate Lockhart/Chris Dixon      | |
| 2018        | A Shoe Addict's Christmas                                     | Noelle                         | |
| 2016-2020   | Fuller House                                                  | D.J. Tanner-Fuller             | Protagonista |
| 2024        | Unsung Hero                                                   | Kay Albright                   | |

## Premios y nominaciones
- 1988: Nominados actores jóvenes sobresalientes y actrices reparto en televisión o película Pequeña Spies (compartido con el elenco)
- Mejor actriz joven estrella invitada en una serie de televisión Comedy Growing Pains (Para ver el episodio "El largo adiós")
- 1989: Mejor actriz joven de la serie de comedia de televisión Full House
- 1990: Mejor actriz joven protagonista en una serie de televisión Full House
- 1991: Mejor actriz joven protagonista en una serie de televisión Full House
- 1993: Mejor actriz joven protagonista en una serie de televisión Full House
- 1994: Nickelodeon Kids Choice ganadora actriz preferida de televisión
- 2004: Nominación Premio TV Land Quintessential no tradicionales de la serie Full House (compartido con el elenco)